# Ферік (військове звання)
Ферік (араб. فريق, кириліз.: Фарік) — військове звання, яке використовується у збройних силах багатьох арабських країн, а раніше — в Османських збройних силах. Зазвичай воно знаходиться нижче Фарік 'аваль (араб. فريق أول) і вище Ліва (араб. لواء).

## Османське використання
Воно відповідає генерал-лейтенанту (сучасна турецька: Коргенерал) у сучасній турецькій армії. Звання було молодшим за Бірінджі Ферік/Ферік-і Еввель (Генерал-лейтенант) і старшим за звання Мірліва (Бригадний генерал) в Османській армії та турецькій армії до 1935 року.
На комірному знаку (пізніше погоні) та фуражці (до 1933 року) «Феріка» було три смужки та дві зірки в перші роки Турецької Республіки.
Звання ферік було скасовано 26 листопада 1934 року відповідно до статті 3 Закону № 2590 про скасування прізвиськ і титулів. Згідно з Указом № 2295, виданим 9 квітня 1935 року, еквівалентом звання ферік було визначено генерал-лейтенант.

## Сучасне використання
Звання Ферік зазвичай еквівалентне англомовним званням генерал-лейтенант, віце-адмірал та маршал авіації, залежно від роду військ.
|                                                      | Армія                    | Флот                            | Повітряні сили           |
| ---------------------------------------------------- | ------------------------ | ------------------------------- | ------------------------ |
| Збройні сили Алжиру                                  |                          |                                 |                          |
| Французькою                                          | Général de corps d'armée | Général de corps d'armée        | Général de corps d'armée |
| Сили оборони Бахрейну                                |                          |                                 |                          |
| Збройні сили Єгипту                                  |                          |                                 |                          |
| Збройні сили Іраку                                   |                          |                                 |                          |
| Збройні сили Йорданії                                |                          |                                 |                          |
| Збройні сили Кувейту                                 |                          |                                 |                          |
| Збройні сили Лівії                                   |                          |                                 |                          |
| Збройні сили Мавританії                              |                          |                                 |                          |
| Збройні сили Султана Оману                           |                          |                                 |                          |
| Збройні сили Катару, Збройні сили Саудівської Аравії |                          |                                 |                          |
| Збройні сили Судану                                  |                          |                                 |                          |
| Збройні сили Сирії                                   |                          |                                 |                          |
| Збройні сили Тунісу                                  |                          |                                 |                          |
| Варіант                                              |                          | فريق بالبحرية Фарік біальбахрія |                          |
| Французькою                                          | Général de division      | Vice-amiral                     | Général de division      |
| Збройні сили Об'єднаних Арабських Еміратів           |                          |                                 |                          |
| Збройні сили Республіки Ємен                         |                          |                                 |                          |